# Symulakry i symulacja
Symulakry i symulacja (tytuł oryginału: Simulacres et simulation) – tytuł książki napisanej przez Jeana Baudrillarda.

## Opis książki
Jest to najbardziej znane dzieło głośnego francuskiego filozofa, wydane po raz pierwszy w 1981 roku i przetłumaczone na kilkanaście języków.
Baudrillard rozpoczyna swój wywód od przywołania opowieści Borgesa, w której kartografowie Cesarstwa przygotowują mapę tak dokładną, że pokrywa szczelnie całe terytorium, a potem rozpada się wraz z Cesarstwem. Autor uważa jednak, że sprawy zaszły znacznie dalej niż w tej opowieści – „rzeczywistość nie istnieje”, nie ma już mapy i terytorium, zniknęła też sama różnica między tym, co rzeczywiste i tym, co wyobrażone: istnieją jedynie hiperrzeczywiste znaki podające się za rzeczywistość. Autor zapoznaje nas z różnymi aspektami destrukcyjnego procesu zamiany rzeczywistości w pustynię hiperrzeczywistości w błyskotliwych analizach dzieł literackich (Philip K. Dick, J.L. Borges, J.G. Ballard) i filmowych (Czas apokalipsy, Chiński syndrom), a także wydarzeń historycznych (Holokaust, wojna w Wietnamie, maj 1968) i wybranych aspektów życia społecznego (środki masowego przekazu, zjawisko hipermarketów, życie akademickie, obrona praw zwierząt). Dzieło francuskiego filozofa zamyka manifest O nihilizmie, w którym czytamy m.in.: „Jeśli być nihilistą oznacza niesienie na sobie […] radykalnego śladu szyderstwa i przemocy, owego wyzwania, na które system zmuszony jest odpowiedzieć własną śmiercią, to jestem terrorystą i nihilistą w teorii, tak jak inni są terrorystami i nihilistami z bronią w ręku”.
Wiele odwołań do „Symulakrów i symulacji” zawiera film Matrix – główny bohater trylogii, Neo, w jednej ze scen - ma w rękach  książkę Baudrillarda, zaś inny z bohaterów, Morfeusz, wprost cytuje niniejsze dzieło, nazywając zewnętrzny świat „pustynią rzeczywistości”. Sam Baudrillard powiedział jednak w jednym z wywiadów, że Matrix nie ma z jego książką nic wspólnego.